# Jeff Waters
Jeff Waters (13 de febrero de 1966) es el guitarrista y fundador de la banda canadiense Annihilator. Actualmente vive en su ciudad natal: Ottawa, Ontario.
Realiza la mayor parte de las partes de guitarra y bajo de Annihilator en su estudio de casa y contrata a varios miembros para los "tours" en directo.